# Caroline Ducey
Caroline Ducey, pseudonimo di Caroline Trousselard (Sainte-Adresse, 12 dicembre 1976), è un'attrice francese, conosciuta principalmente al di là dei confini della madrepatria per il suo ruolo controverso nel film del 1999 Romance, di Catherine Breillat.
Nel 1997 è stata nominata per il Premio Michel Simon come "Miglior Attrice" per il film Familles je vous hais.

## Filmografia

### Cinema
- Trop de bonheur, regia di Cédric Kahn (1994)

- Noël! Noël!, regia di Claire Mercier (1995)
- Familles je vous hais, regia di Bruno Bontzolakis (1997)
- Romance , regia di Catherine Breillat (1999)
- Innocent, regia di Costa Natsis (1999)
- La chambre obscure, regia di Marie-Christine Questerbert (2000)
- Le trèfle à quatre feuilles, regia di Tiéri Barié (2000) - cortometraggio
- Carrément à l'Ouest, regia di Jacques Doillon (2001)
- Entre deux rails, regia di Claire Jeanteur (2001) - cortometraggio
- La Cage, regia di Alain Raoust (2002)
- Prendimi l'anima, regia di Roberto Faenza (2002)
- Shimkent hôtel, regia di Charles de Meaux (2003)
- Ballo a tre passi, regia di Salvatore Mereu (2003)
- Croisière, regia di Natacha Cagnard (2004)
- Handicap, regia di Lewis Martin Soucy (2004) - cortometraggio
- Doo Wop, regia di David Lanzmann (2004)
- Les étrangers, regia di Eskil Vogt (2004) - cortometraggio
- Amateur, regia di Éric Pinéda (2004) - cortometraggio
- Naissance de l'orgueil, regia di Antonio Hébrard (2005) - cortometraggio
- J'ai besoin d'air, regia di Natacha Samuel (2005)
- Convivium, regia di Michael Nakache (2005) - cortometraggio
- J'ai rêvé sous l'eau, regia di Hormoz (2005) - cortometraggio
- Porte-bonheur, regia di Jean-Luc Perréard (2005) - cortometraggio
- Pre Face, regia di Jean-Marc Minéo (2005) - cortometraggio
- Dossier Caroline Karsen, regia di Bernard Rosselli (2005) - cortometraggio
- La Californie, regia di Jacques Fieschi (2006)
- Une vieille maîtresse, regia di Catherine Breillat (2007)
- Os, regia di Stanley Woodward (2007) - cortometraggio
- Le job, regia di Dujet Renaud (2007) - cortometraggio
- L'emploi vide, regia di Antarès Bassis (2008) - cortometraggio
- J'ai rêvé sous l'eau, regia di Hormoz (2008)
- Le plaisir de chanter, regia di Ilan Duran Cohen (2008)
- Demi-deuil, regia di Xanaë Bove (2009) - cortometraggio
- Deux, regia di Nicolas Anthomé (2009) - cortometraggio
- Le rescapé, regia di Aurélien Vernhes-Lermusiaux (2010) - cortometraggio
- Just Inès, regia di Marcel Grant (2010)
- Rebirth, regia di Jean-Marc Minéo (2011)
- Une île, regia di Anne Alix (2011)
- I Tercani, regia di Magà Ettori (2011)
- Bernard au hasard, regia di Florence Bon (2011) - cortometraggio
- Quoi? Quelle histoire?, regia di Xanaë Bove (2011) - cortometraggio
- Absence de marquage, regia di Gregg Smith (2012) - cortometraggio
- Hotel du Paradis, regia di Claude Berne (2012)
- Young Couples, regia di Marc di Domenico (2013)
- Migraines, regia di Hélène Couturier (2013) - cortometraggio
- La grenouille et Dieu, regia di Alice Furtado (2014) - cortometraggio
- Open My Eyes, regia di Marcel Grant (2016)
- The Perfect Age, regia di Thomas Brunot (2017) - cortometraggio
- La douleur, regia di Emmanuel Finkiel (2017)
- À cause des filles..?, regia di Pascal Thomas (2019)
- Passion simple, regia di Danielle Arbid (2020)
- Jours sauvages, regia di David Lanzmann (2020)

### Televisione
- Tous les garçons et les filles de leur âge... - serie TV episodi 1x8 (1994)
- L'histoire du samedi - serie TV 1 episodio (1998)
- Combats de femme - serie TV 1 episodio (2000)
- Petit Ben, regia di Ismaël Ferroukhi - film TV (2000)
- BLANCHE RIVIERA - serie TV 1 episodio (2005)
- Alice & Charlie - serie TV episodi 1x1 (2005)
- Reporters - serie TV 8 episodi (2007)
- Les bleus: premiers pas dans la police - serie TV episodi 1x9 (2007)

## Doppiatrici italiane
- Barbara De Bortoli in Romance
- Claudia Catani in Prendimi l'anima